# Tanjung Rokan
Tanjung Rokan is een bestuurslaag in het regentschap Padang Lawas van de provincie Noord-Sumatra, Indonesië. Tanjung Rokan telt 192 inwoners (volkstelling 2010).